# 马捷·维德拉
马捷·维德拉（捷克語：Matěj Vydra，發音：[ˈmacɛj ˈvɪdra]；1992年5月1日—）是一名捷克足球運動員，司職前鋒。

## 球會生涯
早年
維達於2010年1月以2,000萬捷克克朗由伊赫拉瓦轉投奧斯特拉瓦，時年僅17歲，他於效力6個月期間上陣14場及射入4球。
烏甸尼斯
2010年6月維達以1億捷克克朗的身價加盟意甲球會烏甸尼斯，而他在2009/10年捷甲球季在奧斯特拉瓦的表現獲祖國的體育記者選為「年度最佳青年球員」（Czech Revelation of the Year）。他於2011年8月被外借到布魯日，但僅上陣1仗後便因傷返回烏甸尼斯。
外借屈福特
2012年7月維達再獲借用到同由烏甸尼斯班主波佐家族（Pozzo family）擁有的英冠球會屈福特一整個球季。2010年8月18日他首次為屈福特取得入球，於作客對水晶宮攻入奠勝球，以3-2奏捷而回。11月10日維達於對列斯聯個人梅開二度，大勝對手6-1。維達其後再連續兩場轟入兩球，分別為2012年12月22日以2-0勝諾定咸森林和12月29日3-1作客擊敗白禮頓。2013年1月12日維達又在米杜士堡身上取得兩球。他繼續表演入球秀，一星期後的1月19日對哈德斯菲爾德再入兩球。並於一週後的1月26日作客3-0擊敗諾定咸森林連續三星期梅開二度。維達的入球停不了，下一場對保頓除射入1球外，更助攻予隊友阿尔门·阿布迪（Almen Abdi）射入奠勝球而以2-1獲勝。維達在2013年2月2日對保頓射入季內第19個聯賽入球。於三場沒有取得入球後，維達在2月23日2-1小勝打比郡重拾射門鞋，為屈福特先拔頭籌。
2013年3月25日維達於英格蘭足球聯賽頒獎禮獲選「英冠年度最佳球員」，以其在英格蘭足球首個球季的傑出表現，力壓水晶宮的和黑池的取得首名。

## 國家隊生涯
維達曾代表捷克在16歲以下至21歲以下等五個青少年級別參加國際賽。2012年8月他首次獲成年國家隊徵召，備戰作客對丹麥的世界盃外圍賽和對芬蘭的友誼賽。他在對丹麥的首73分鐘上陣，雙方以0-0和局終場。2013年3月26日在另一場對亞美尼亞的世界盃外圍賽，維達取得首兩個成年國際賽入球，先以頭球破網為捷克首開記錄，再搶得敵衛腳下球然後射入，協助國家隊大勝3-0而回。
國際賽入球
捷克的入球和賽果列前。
| #  | 日期          | 場地               | 對賽球隊 | 入球 | 賽果 | 競賽               |
| -- | ------------- | ------------------ | -------- | ---- | ---- | ------------------ |
| 1. | 2013年3月26日 | 葉里溫共和国体育场 | 亞美尼亞 | 1–0  | 3–0  | 2014年世界盃外圍賽 |
| 2. | 2013年3月26日 | 葉里溫共和国体育场 | 亞美尼亞 | 2–0  | 3–0  | 2014年世界盃外圍賽 |

## 榮譽
個人
- 英冠每月最佳球員：2013年1月
- 英格蘭足球聯賽英冠年度最佳球員：2013年
- 英格蘭足球冠軍聯賽金靴獎：2017-18賽季
- 德比郡年度最佳球員：2017-18賽季
- 英超每月最佳球員：2020年2月

## 外部連結
- Soccerway資料庫：马捷·维德拉
- 足球数据库：馬迪·維達的球员统计数据
- Matej Vydra at Soccerway （页面存档备份，存于）.
- Profile at iDNES.cz （页面存档备份，存于）
- The Official Matěj Vydra Facebook Page